# Sofie Eriksson
Anna Maria Sofie Eriksson, född 13 december 1992 i Sandvikens församling, Gävleborgs län, är en svensk politiker (socialdemokrat). Hon är ledamot av Europaparlamentet sedan 2024. Dessförinnan var hon riksdagsledamot 2022–2024, invald för Dalarnas läns valkrets.

## Biografi
Sofie Eriksson föddes 1992 i Sandviken, där hon också växte upp. Hon flyttade sedan till Dalarna. Eriksson har arbetat som politisk sekreterare på Landstinget Dalarna och varit ledamot i kommunfullmäktige i Falu kommun. Hon satt 2017–2019 i förbundsstyrelsen för Socialdemokraternas ungdomsförbund SSU, efter att 2014–2017 ha varit ordförande för SSU Dalarna. 
I januari 2022 tillträdde Eriksson som tjänstgörande riksdagsledamot som statsrådsersättare för Peter Hultqvist. Inför riksdagsvalet 2022 beskrevs hon som "fackens kandidat till riksdagslistan för Socialdemokraterna i Dalarna och stod på plats två på Socialdemokraternas lista i Dalarna. Hon återkom därigenom till riksdagen i september 2022 som ordinarie ledamot. I riksdagen var hon suppleant först i konstitutionsutskottet och därefter i skatteutskottet. I valet 2022 blev hon även invald i kommunfullmäktige i Ludvika kommun, efter att hon flyttat till Grängesberg.
Hon kandiderade på femte plats på Socialdemokraternas valsedel i Europaparlamentsvalet 2024 och blev invald. I parlamentet är hon ledamot av utskottet för industrifrågor, forskning och energi.
Sofie Eriksson skriver krönikor och ledartexter i tidningen Dala-Demokraten. Hon har tidigare varit ledamot i styrelsen för S-föreningen Reformisterna.